# Ciudad Jardín Lomas del Palomar
Ciudad Jardín Lomas del Palomar, meglio conosciuta come Ciudad Jardín, è una località del partido di Tres de Febrero nella provincia di Buenos Aires.

## Geografia
Ciudad Jardín Lomas del Palomar è situata a 26 km ad ovest del centro di Buenos Aires. È situata all'interno dell'area metropolitana bonaerense.

## Storia
L'attuale insediamento sorge sui terreni che il 3 febbraio 1852 furono teatro della battaglia di Caseros che segnò la fine della dittatura di Juan Manuel de Rosas. Nel 1904, quando l'area era ancora in gran parte spopolata, fu posta la prima pietra del futuro Colegio Militar de la Nación, poi inaugurato il 23 dicembre 1937.
Ciudad Jardín Lomas del Palomar fu concepita come città giardino da Erich E. Zeyen, un imprenditore tedesco emigrato in Argentina nel 1929. Le prime abitazioni furono consegnate nei primi anni quaranta mentre la città venne ufficialmente fondata nel 1944. Nel 1952 la località fu ribattezzata Ciudad Jardín Eva Perón, denominazione che mantenne sino al 1955.

## Infrastrutture e trasporti
Ciudad Jardín Lomas del Palomar è servita dalla stazione di El Palomar ferrovia suburbana San Martín.